# Charles-Albert van der Burch
Charles-Albert van der Burch, né à Aubry-du-Hainaut le 23 avril 1779 et mort à Écaussinnes-Lalaing le 4 mars 1854, est un général et homme politique belge.

## Famille
La famille Van der Burch descend de Baudouin II de Bourcq, troisième roi de Jérusalem. Elle obtint un titre de chevalier (20 février 1600), puis de comte (24 juillet 1720). Elle s’est éteinte dans les mâles en 1983.
- François Van der Burch (1567-1644) devint évêque de Gand puis archevêque de Cambrai.
- En 1600, l'archiduc Albert accorde le titre de chevalier à Philippe van der Burch, seigneur de Serrefontaine, noble serviteur de table de l'archiduc Ernest, président en chef du Conseil privé à Bruxelles.
- En 1720, l'empereur Charles VI concède le titre de comte, transmissible par primogéniture, au chevalier Antoine van der Burch, seigneur de Hubersart et colonel d'un régiment de cavalerie.

## Biographie[3]
Charles-Albert van der Burch est le fils de Charles van der Burch, comte d'Ecaussines et d'Hubertsart, membre de l’ordre équestre du Hainaut et d'Henriette de Pons. Enfant, il est page du roi de France Louis XVI.
En 1796, il épouse Félicité de Rodoan (1774-1852). Elle sera dame d'honneur de la reine Wilhelmine des Pays-Bas. Ils ont dix enfants, tous nés au château d'Écaussinnes-Lalaing. Malgré une nombreuse descendance, la famille s'est éteinte en 1983.
Après l'évacuation du territoire belge par les troupes françaises en février 1814, il obtient le grade de colonel des forces d'occupation alliées et l'autorisation de créer un régiment de cavalerie. Ce régiment faisait partie de la Légion belge, qui fut intégrée dans l'armée du Royaume-Uni des Pays-Bas. Van der Burch, militairement inexpérimenté, fut remplacé en tant que commandant et affecté à l'état-major personnel du roi.
Guillaume Ier a décerné à Van der Burch la Croix de Commandeur de l'Ordre du Lion Belgique. Le 6 mai 1816, il est promu général de division et commandant de Bruxelles et du Brabant-Méridional.
En 1816, il est reconnu dans la noblesse héréditaire avec le titre de comte, transmissible par primogéniture et inscription à l’ordre équestre du Hainaut.
En 1819, Guillaume le nomma membre du Sénat et, en 1821, il devint président l’ordre équestre du Hainaut.
En 1830, lors de la révolution belge, il s'engage dans l'armée belge rebelle et est promu lieutenant-général. Il est également devenu conseiller à la Haute Cour militaire.

## Fonctions et mandats
- Membre de la Première Chambre des États généraux : 1819-1830

## Distinctions
- Commandeur de l'ordre du Lion néerlandais

## Sources
- Général Guillaume, Charles-Albert van der Burch, Biographie nationale de Belgique, T. III, Brussel, 1872.
- Oscar Coomans de Brachène, État présent de la noblesse belge, Annuaire 1985, Brussel, 1985.
- Luc Duerloo et Paul Janssens, Wapenboek van de Belgische adel, Brussel, 1992.

- Notices dans des dictionnaires ou encyclopédies généralistes :   - Biographie nationale de Belgique
  - Biografisch Portaal van Nederland
- Notices d'autorité :   - VIAF
  - IdRef